# Fabrizio Miccoli
Fabrizio Miccoli (født 27 juni 1979) er en italiensk tidligere professionel fodboldspiller, der spillede som angriber.
Han scorede 103 mål i 259 kampe i den italienske Serie A, hvor han spillede for Perugia, Juventus, Fiorentina og Palermo. Han har tillige spillet i Benfica i Portugal på en lejeaftale.
Han spillede sin sidste sæson i den maltesiske klub Birkirkara og trak sig tilbage i 2015.
Han spillede 10 kampe for Italiens fodboldlandshold og scorede to mål.